# Чеберлоевцы
Чеберлоевцы (чечен. Чӏебарлой, на чеберлоевском диалекте — Чӏабарлой, в ед. ч. — чӏаберло) — одно из чеченских обществ (тукхум). Исторически проживали в юго-восточной части Чечни, в исторической области Чебарла. Своим духовным центром чеберлоевцы издревле считали Макажой.

## Этимология
По мнению А.Сулейманова, «чӀаба/чӀеба» — в чеберлоевском диалекте — «плоскогорье».

## История
Чеберлой в источниках впервые упоминается в XVI—XVII веках под названием Чабрил. Чеберлоевцы вместе с жителями соседних обществ, живущих по рекам Шаро-Аргун и Чанты-Аргун, в это время назывались шибутянами или шубутами.
Голландский картограф Витзен, побывавший в 1664—1665 годах в Москве и Терках, в своей книге «Путешествие в Московию» упоминает чеберлоевцев под названием Себутлу.
Чеберлоевцы были одним из первых чеченских обществ, принявших ислам. Отдельные представители Чеберлоевского общества очень рано приняли ислам из-за тесных связей с соседними дагестанскими обществами. Массовая исламизация происходила в XVI—XVII веках и связывается с проповеднической деятельностью Гада-Шейха, Берса-Шейха и Термаола.
По показаниям узденя Ашура Агаева, побывавшего в Чеберлое в 1748 году, в обществе «Чебуртлы» находится 18 деревень с 500 дворами, которыми управляют местные старшины Урусхан, Алхас, Мамат и Али.
В Чеберлое производили бурки — одежду горцев из войлока, — чему способствовало развитое скотоводство при хороших условиях выпаса скота.
Чеберлоевцы принимали участие в восстании 1877 года под предводительством Дады Залмаева.   
В чеберлоевском селении Макажой находится одна из древнейших мечетей Чечни, историки датируют её возведение XIII веком.

### Ауховские чеберлойцы
Согласно данным А. А. Адилсултанова чеберлоевцы на территории Хасавюртовского региона назывались Шебарлой (чечен. Шебарлой) и входили в состав ауховцев как часть тайпа пхарчхой. Главным опорным поселением тайпа он называет «Шебарлой-Эвла». Исследователь утверждает что, боевые дружины тайпов шебарлой и чонтой долгое время возглавлял житель селения Геза-Юрт по имени Абду-Разак. И был расселён к востоку и северо-востоку от современных населённых пунктов Куруш — Костек — Казьмаул — Сулевкент и до самого озера Акташского. Территория тайпа простиралась полосою по северной стороне Чонтой мохк до самого Каспийского моря. Согласно полевому материалу Адилсултанова шебарлой и шарой профессионально выращивали рис. Количество выращиваемого ими риса неизвестно, однако по утверждениям местных старожилов, шебарлой и шарой обеспечивали потребности всех ауховцев рисом.
Часть чеберлоевских чеченцев могла проживать в Алагире, чеберлоевские чеченцы из тайпа Дай основатели села Дай в Чечне, в Алагире есть село с названием Дай, где находится башня Биазровых, ныне переименовано в Дайкау.
Чеберлоевцы известны непокорным и достаточно воинственным нравом.
Как утверждает чеченский историк Леча Ильясов чеберлоевцы восстали и против войск имама Шамиля и против царских войск в период большой кавказской войны, все восстания были жестоко подавленны и также привели к массовому разрушению башен Чеберлоя. Ильясов подметил и то, что по строению башни Чеберлоя похожи на осетинские, а осетины могли в древности иметь отношение к нахскому этносу до перехода на иранский язык.

## Диалект
Чеберлоевский диалект является самым архаичным и единственным из всех диалектов чеченского языка, который сохранил свой вокализм от влияния так называемого вторичного чередования, по мнению филологов.
Диалект делится на подгруппы — нижний чеберлоевский, к которому относится также дайский говор и верхний чеберлоевский. Речь жителей села Дай, как и речь других жителей сел нижнего Чеберлоя, главным образом отличается от речи жителей верхнего Чеберлоя относительным оканьем, возникшим в результате регрессивной ассимиляции гласных.

## Тайпы
Территориально историческое расселение тайпов чеберлойцев соответствуют современному Чеберлоевскому району. Некоторая часть тайпов включены в Веденские, Шатойские районы.
| Список тайпов тукхума |               |                |
| Название              | Название      | Родовые центры |
| Ачалой                | Ачалой        | Ачалой         |
| Басхой                | Басхой        | Басхой         |
| Бегачерой             | Богачарой     | Богачарой      |
| Боссой                | Буосой        | Босой          |
| Бунхой                | Буной, Бооной | Буни           |
| Дай                   | Дӏай          | Дай            |
| Желошкхой             | Желошкхой     | Желашхой       |
| Ихорой                | Ихорой        | Ихорой         |
| Кирий                 | Кирой         | Кири           |
| Кезеной               | Къоьзуной     | Кезеной        |
| Кулинахой             | Куланхой      | Кулинахой      |
| Макажой               | Макӏажой      | Макажой        |
| Нижалой               | Нижалой       | Нижелой        |
| Нохч-Киелой           | Нохч-Киелой   | Нохчкилой      |
| Арсой                 | Орсой         | Арсой          |
| Ригахой               | Ригахой       | Ригахой        |
| Садой                 | Содой         | Садой          |
| Тундукой              | Тундукъой     | Тундукой       |
| Харкарой              | Хьаркъарой    | Харкарой       |
| Хиндой                | Хӏиндой       | Хиндой         |
| Гумхой                | ГIумхой       | ГIумух         |
| Хой                   | Хой           | Хой            |
| Цикарой               | Ц1икарой      | Цикарой        |
| Чубахкинарой          | Чубаьхкинарой | Чубах-Кенерой  |

Многие авторы относят к этому тукхумы тайпы, как Садой и Нохч-Келой, однако часть садойцев считает себя отдельным обществом, а нохч-келойцев иногда включают в тукхум Шатой. По мнению чеченского исследователя Амина Тесаева, представители тайпа Гендарганой также являются выходцами из Чеберлоя, переселившимися в 16-м веке в Ичкерию.

## Известные чеберлоевцы
- Гази Алдамов — председатель Мехк-Кхела и один из предводителей чеченского народа. Выходец из тайпа Макажой[23].
- Адин Сурхо — представитель тайпа Къезаной, возглавил чеченцев в борьбе против кабардинского князя Мусоста[24].
- Идиль Веденский — наиб имама Шамиля. Представитель тайпа Макажой
- Шаа — один из руководителей восстания чеберлоевцев против имама Шамиля. Выходец из тайпа Хиндой.
- Мааш Басхой — командир чеберлоевской дружины в восстании против имама Шамиля.
- Дада Залмаев (Алимов) — наиб Алибека-Хаджи Алдамова. Выходец из тайпа Чубахкинарой[25].
- Тюрша Цикаройский — наиб имама Шамиля, участник Кавказской войны.
- Акхболат (Ахбулат) — наиб Чеберлоя[26].
- Кунта-Хаджи Кишиев из тайпа Гумхой (конец XVIII века — 19 мая 1867) — чеченский суфийский шейх, распространил Кадирийский тарикат в Чечне.
- Абдурахман Авторханов — советолог, писатель, публицист и общественный деятель[27].
- Муслим Чеберлоевский — участник первой и второй российско-чеченских войн, а также войны в Украине. Командир батальона им. Шейха Мансура